# Goldfisch (Comic)
Goldfisch ist eine deutsche Comicserie der Zeichnerin Nana Yaa Kyere, die 2016 bis 2019 bei Tokyopop erschien. Das Werk lässt sich in die Genres Action, Abenteuer, Fantasy und Comedy einordnen und ist stilistisch und erzählerisch von Shōnen-Mangas inspiriert.

## Handlung
Der Fischerjunge Morrey Gibbs ist mit seinem Bruder Spencer ohne seine Eltern aufgewachsen, in einer von giftigem Wasser und Mangrovenwäldern voller gefährlicher Monster beherrschten Welt. Viele Menschen und Tiere mutieren bei Kontakt mit dem Wasser und die Zivilisation ist auf kleine Dörfer in der Wildnis beschränkt. Morreys Vater war Schatzjäger und der Junge bewundert ihn und will ihm nacheifern, obwohl er schon lange nicht mehr heimgekehrt ist und ihre Mutter ohne ihren Mann starb. Spencer hält seinen Bruder stets zur Vernunft und einem einfachen, friedlichen Leben an. Als beide Jungen für den Bürgermeister ihres Dorfes arbeiten, gelangen sie an eines seiner Artefakte. Als der Bürgermeister zugleich von Artefaktjägern, den sogenannten Beschaffern, angegriffen wird, trinkt Morrey die ihn bezirzende Flüssigkeit und erhält die Midaskräfte: Alles was er berührt wird zu Gold. Als erstes berührt er bei der Flucht seinen Bruder, der zu Gold wird und im Wasser versinkt. So entkommen sie den Beschaffern, aber Morrey muss nun einen Weg finden, seinen Bruder zurückzuverwandeln. Als Kamerad bleibt ihm nur sein mutiertes Haustier Otta.
In seinem Dorf merkt Morrey schnell, dass die anderen ihn wegen seiner Kräfte ausnutzen wollen. Nur das Mädchen Shelly, die erfinderische Tochter eines reichen Ingenieurs, will ihm wirklich helfen. Sie gehen zu ihrem magiekundigen Freund Zaka. Seine Mutter ruft einen Loa, der Morrey helfen soll. Doch der will ihn nur von seinen Kräften erlösen und Spencer zurückverwandeln, wenn ihm zwei magische Artefakte geopfert werden. Mit vereinten Kräften – Shellys Erfindungen, Zakas Magie und Morreys Geschick und Tatendrang – machen sie sich auf die Suche. Dabei lernt Morrey, dass er mit seinen Kräften auch Gold formen und beherrschen kann. Doch kaum haben sie ein Artefakt errungen, stoßen zwei Beschaffer hinzu: Sharp und Stalker. Sie wollen das Artefakt mit Gewalt an sich und zum „Kunsthändler“ bringen. Der lässt die ganze Welt von den Beschaffern nach Artefakten durchsuchen, die früher alle ihm gehörten und über die Welt verstreut wurden. Die Freunde überstehen den Kampf, aber verlieren das Artefakt. So müssen sie sich, mit noch besserer Ausrüstung, erneut auf die Suche machen. Dabei stoßen sie auf eine weitere Gruppe Beschaffer. Die Drei stehlen ihnen ein Artefakt und im Kampf taucht der tot geglaubte Stalker auf, der sich auf ihre Seite schlägt, um seine schweren Verletzungen von Zakas Voodookräften heilen zu lassen. Von ihm und den anderen Beschaffern erfährt Morrey, dass sein Vater auch einer von ihnen war, doch eines Tages seinem Herrn ein Artefakt gestohlen hat: den heiligen Gral. Er sollte bestraft werden und ward seitdem nicht mehr gesehen. Als sie dann glücklich mit dem Artefakt – und nun Stalker im Schlepptau – zu Zakas Mutter zurückkehren, finden die Drei sie von Sharp ermordet auf. Otta wurde von ihr entführt, um Morrey mit dem Midas-Artefakt in sich zum Hauptquartier des Kunsthändlers zu locken. Um seine Freunde zu schützen, macht Morrey sich heimlich zusammen mit Stalker auf die Reise zum Kunsthändler.
In Morreys Abwesenheit beschließen Zaka und Shelly, ihn weiter zu unterstützen. Dazu nutzt Zaka zunächst das errungene Artefakt und erweckt Spencer wieder zum Leben. Mit ihm reisen sie Morrey hinterher. Währenddessen dringt der zusammen mit Stalker in die Festung des Kunsthändlers ein, wo Morrey sich auf die Suche nach Otta begibt. Den findet er beim Kunsthändler und es kommt zur Konfrontation. Denn während Morrey sich für den Diebstahl seines Vaters entschuldigen will, ist der Kunsthändler nur auf Rache und den Besitz des Artefakts aus. Er will den letzten Wunsch seiner verstorbenen Frau erfüllen, indem er ihre gemeinsame Sammlung wieder vereint. In all der Zeit der Suche ist er zu einem übernatürlichen, halb flüssigen Wesen geworden. Er greift Morrey an, da kommt Spencer hinzu. Er offenbart, dass er in Wirklichkeit Morreys Vater ist, der den Gral in sich aufgenommen hat, als er seine verstorbene Frau damit wiederbeleben wollte, und jung geworden ist. Mit seinen Kräften kann er seinen Sohn retten, doch beide werden vom Kunsthändler gefangen genommen. Mit ihnen und den Artefakten, die sie mitbrachten, ist die verstreute Sammlung des Kunsthändlers wieder vollständig. Doch wider Erwarten ist es kein glücklicher Moment, denn die Sammlung kann nicht die Leere füllen, die seine Frau hinterlassen hat. Da gerät er völlig außer sich und will alle Artefakte verschlingen. Um zu verhindern, dass der Kunsthändler auch Spencer verschlingen kann, wird er von Morrey auf eigenen Wunsch erneut zu Gold verwandelt. Über dieses erneute Scheitern löst sich der Kunsthändler endgültig auf. Stalker versucht mit einem der Artefakt einen Neuanfang, Zaka und Shelly können sich endlich ihre Liebe eingestehen und Morrey begibt sich auf neue Abenteuer, um den verlorenen Loa wiederzufinden und Spencer erneut zu beleben.

## Entstehung und Veröffentlichung
Die Idee zur Serie um den Jungen Morrey und seine Midas-Kräfte hatte Nana Yaa Kyere bereits 2012 und hatte sich mit dem damaligen Konzept erfolglos bei Verlagen beworben. Nachdem sie die Idee dann verworfen hatte, wurde sie 2014 zu einem Storytelling- und Charakterdesign-Workshop des Verlags Tokyopop wieder hervorgeholt und überarbeitet. Um sich damit erneut zu bewerben und die Chancen für eine Zusage zu erhöhen, kürzte Kyere die Geschichte auf die Länge eines Bandes. Als sie dann die Zusage erhielt, wollte der Verlag doch lieber eine mehrteilige Serie aus dem Konzept machen. Bei der Umsetzung wurde die Zeichnerin durch eine Assistentin für Rasterarbeiten unterstützt. Von Seiten des Verlags wurde die Umsetzung durch einen Redakteur betreut, der Skript, Storyboard, Zeichnungen und das fertige Werk prüfte. Während Storyboard und das Tuschen traditionell mit Bleistift und Tusche gemacht wurden, entstanden Skizzen, Zeichnungen und die Schlussfassung digital, über die eingescannten Storyboardseiten und Tuschezeichnungen. Die Arbeit am dritten Band dauerte länger als für die beiden vorhergehenden, da sich trotz Planung der Geschichte von Beginn an noch Lücken in der Erzählung ergeben hatten. Dazu kamen gesundheitliche Probleme. Schließlich wurde die Geschichte mit einem siebeneinhalb statt nur sechs Kapitel starken Band abgeschlossen.
Goldfisch erschien 2016, 2017 und 2019 in drei Bänden auf Deutsch bei Tokyopop. Der Verlag empfiehlt die Serie ab 13 Jahren. Eine englischsprachige Übersetzung erscheint seit 2018. Der Verlag nobi nobi! brachte zudem eine französische Fassung heraus.

## Verfilmung
Im November 2018 gab der Verlag bekannt, dass die Serie verfilmt werden soll. Produziert werden soll die Adaption vom Animationsstudio Studio Seufz, außerdem wird das Projekt von der Medien- und Filmgesellschaft Baden-Württemberg gefördert.

## Rezeption
Der Tagesspiegel schrieb im Oktober 2016 die Geschichte verbinde „altbekannte Elemente von Manga, Märchen und Mythen zu einer bemerkenswert frischen Mischung“. Einflüsse seien die Midas-Sage und weitere antike und nordische Mythen, Grimms Märchen sowie Mangas wie Dragon Ball. An letztere erinnere sowohl das Figurenensemble, im Zentrum ein „naiver, etwas weltfremder“ Protagonist, als auch die Mischung aus Humor, Drama und Action. Die Welt der Geschichte sei detailliert ausgestaltet, die Zeichnungen „ausgefeilt und beeindrucken durch differenziert herausgearbeitete Figuren mit expressiver Mimik und akribisch ausgeführte Hintergründe, die dank fein abgestufter Rasterungen viel Tiefe vermitteln“. Die exakte Linienführung würde durch Chibi-Einlagen aufgelockert, die Panelstruktur sei abwechslungsreich und erzeuge „durch wechselnde Bildformate und aufbrechende Rahmen zusätzlich Dynamik“. Götz Piesbergen von SplashComics lobt die vor allem die Zeichnungen und das Charakterdesign, welche diese „unverwechselbar wirken lassen“. Auch die Geschichte sei gelungen, in einer Welt mit „jede Menge genialer Einfälle“, die gekonnt umgesetzt würden.
2017 gewann Goldfisch den ersten Platz des vom Publikum bestimmten AnimaniA Awards in der Kategorie Bester Manga National.